# Minor Move
| Recensione | Giudizio |
| ---------- | -------- |
| AllMusic   | [ 1 ]    |

Minor Move è un album discografico del sassofonista jazz statunitense Tina Brooks, pubblicato dalla casa discografica Blue Note Records nel 1980.

## Tracce
Lato A
1. Nutville – 8:50 (Tina Brooks)
2. The Way You Look Tonight – 10:39 (Dorothy Fields, Jerome Kern)

Lato B
1. Star Eyes – 8:12 (Gene DePaul, Don Raye)
2. Minor Move – 6:38 (Tina Brooks)
3. Everything Happens to Me – 6:08 (Tom Adair, Matt Dennis)

Edizione CD del 2000, pubblicato dalla Blue Note Records (7243 5 22671 2 5)
1. Nutville – 8:50 (Tina Brooks)
2. The Way You Look Tonight – 10:39 (Dorothy Fields, Jerome Kern)
3. Star Eyes – 8:12 (Gene DePaul, Don Raye)
4. Minor Move – 6:38 (Tina Brooks)
5. Everything Happens to Me – 6:08 (Tom Adair, Matt Dennis)
6. Minor Move – 6:53 (Tina Brooks) – Bonus Track - Alternate Take

## Musicisti
- Tina Brooks - sassofono tenore
- Sonny Clark - pianoforte
- Lee Morgan - tromba
- Doug Watkins - contrabbasso
- Art Blakey - batteria

Note aggiuntive
- Alfred Lion - produttore originale
- Michael Cuscuna - produttore riedizione su CD
- Registrato il 16 marzo 1958 al Van Gelder Studio di Hackensack, New Jersey (Stati Uniti)
- Rudy Van Gelder - ingegnere delle registrazioni
- Francis Wolff - fotografie (copertina e interno copertina)[4]